# Helenapolder
De Helenapolder is een polder tussen Biervliet en Hoofdplaat, behorende tot de Polders rond Biervliet,in de Nederlandse provincie Zeeland. 
Een oppervlakte aan schorren ten noorden van Biervliet werd omstreeks 1679 verkocht aan de telgen van een aantal aanzienlijke Zeeuwse families. Het oostelijk deel hiervan werd in 1691 bedijkt door Antonie de Huibert van Kruiningen, Willem van Zuidland, Johan Goris en Zacharias Paspoort. De vrijwel zeshoekige polder van 315 ha kreeg de naam Helenapolder, maar werd ook wel Kruiningenpolder genoemd.
In het westen van deze polder bevindt zich de buurtschap Driewegen. De polder wordt onder meer begrensd door de Schenkeldijk, de Hoofdplaatseweg, de Noordstraat en de Konijnenbergweg. Boerderijen hebben namen als: De Gemetschuur, De Vos, Helenahoeve, en Konijnenberg.